# Tuchtberg
Der Tuchtberg ist eine dem Vogler vorgelagerte Erhebung und ein Naturschutzgebiet in der niedersächsischen Gemeinde Dielmissen in der Samtgemeinde Eschershausen-Stadtoldendorf im Landkreis Holzminden.

## Naturschutzgebiet
Das Naturschutzgebiet mit dem Kennzeichen NSG HA 119 ist circa 21 Hektar groß. Es ist vollständig Bestandteil des EU-Vogelschutzgebietes „Sollingvorland“. Direkt südlich verläuft das Naturschutzgebiet „Lenne“. Ansonsten ist das Naturschutzgebiet „Tuchtberg“ vom Landschaftsschutzgebiet „Sollingvorland-Wesertal“ umgeben. Das Gebiet steht seit dem 21. Mai 1987 unter Naturschutz. Zuständige untere Naturschutzbehörde ist der Landkreis Holzminden.
Das Naturschutzgebiet liegt südwestlich von Dielmissen und südöstlich von Kirchbrak. Es stellt einen aufgelassenen Kalksteinbruch im Süden des Tuchtberges und einen Teil des nach Norden angrenzenden Laubwaldgebietes unter Schutz. Der Steinbruch ist durch bis zu 40 Meter hohe Abbauwände geprägt, an denen die verschiedenen Muschelkalkschichten zu Tage treten. An der Oberkante der Abbauwände befinden sich Halbtrockenrasen. Auf der Sohle des Steinbruchs hat sich ein wertvolles Feuchtbiotop entwickelt.
Der an den Steinbruch angrenzende Laubwald verfügt über eine gut ausgeprägte, artenreiche Krautschicht. In den Randbereichen des Naturschutzgebietes ist teilweise Grünland zu finden. 
Der Steinbruch und seine Randbereiche sollen weitgehend ihrer natürlichen Entwicklung überlassen werden. Die Halbtrockenrasen und das Feuchtbiotop sollen dabei in ihrer Entwicklung geschützt werden.